# Raphael Bob-Waksberg
Raphael Bob-Waksberg (San Mateo, 17 agosto 1984) è un comico, sceneggiatore, produttore televisivo e attore statunitense.
È conosciuto principalmente per essere il creatore e lo showrunner della serie animata BoJack Horseman che è distribuita da Netflix. Inoltre è stato un membro del gruppo comico degli Olde English con cui ha anche scritto e partecipato al film The Exquisite Corpse Project.

## Biografia
Bob-Waksberg è cresciuto a Palo Alto, in California, con le sue due sorelle. È ebreo; sua madre e sua nonna gestivano una libreria e un negozio di souvenir ebraici, mentre suo padre aiutò gli ebrei russi ad emigrare negli Stati Uniti. Crescendo è stato influenzato da alcune serie televisive come I Simpson, Seinfeld e The Larry Sanders Show. Gli è stata diagnosticata l'ADHD e la sua prestazione accademica al liceo era scarsa, ma attraverso la partecipazione alle produzioni teatrali ha incontrato l'illustratrice Lisa Hanawalt. I disegni di Hanawalt lo hanno ispirato a creare BoJack Horseman e lei è diventata la scenografa e la produttrice della serie. Bob-Waksberg ha frequentato il Bard College.

## Filmografia

### Sceneggiatore
- Olde English Comedy: Sketch Pilot, regia degli Olde English (2008) - episodio pilota per la tv
- The Exquisite Corpse Project, regia di Ben Popik (2012)
- Save Me - serie TV, 1 episodio (2013)
- BoJack Horseman - serie TV, 77 episodi (2014-2020) - anche ideatore
- The LEGO Movie 2 - Una nuova avventura (The Lego Movie 2: The Second Part), regia di Mike Mitchell (2018) - non accreditato
- Tuca & Bertie - serie TV, 1 episodio (2019)
- Undone - serie TV, 16 episodi (2019) - anche coideatore

### Attore
- Olde English Comedy: Sketch Pilot, regia degli Olde English (2008) - episodio pilota per la tv
- Childrens Hospital - serie TV, 1 episodio (2011)
- Adam Ruins Everything - serie TV, 1 episodio (2015)
- BoJack Horseman - serie TV, 11 episodi (2014-2020)

### Montatore
- Olde English Comedy: Sketch Pilot, regia degli Olde English (2008) - episodio pilota per la tv
- The Exquisite Corpse Project, regia di Ben Popik (2012)

### Regista
- Olde English Comedy: Sketch Pilot, con gli Olde English (2008) - episodio pilota per la tv

### Produttore
- BoJack Horseman – serie TV, 77 episodi (2014-2020)
- Tuca & Bertie – serie TV, 10 episodi (2019)

## Doppiatori italiani
Da doppiatore è sostituito da:
- Ivan Andreani in Bojack Horseman (Charley Witherspoon)

## Opere letterarie

### Racconti
- Qualcuno che ti ami in tutta la tua gloria devastata (Someone Who Will Love You in All Your Damaged Glory, 2019), Torino, Einaudi, 2021.

## Curiosità
Raphael Bob-Waksberg viene accreditato nel film Anomalisa di Charlie Kaufman in quanto ha contribuito al finanziamento del film nella campagna di crowdfunding su Kickstarter.